# منصور أباد (كوهستان)
منصور أباد (بالفارسية: منصورآباد) هي منطقة سكنية تقع في إيران في فارس. يقدر عدد سكانها بـ 78 نسمة بحسب إحصاء 2016.